# Lužani (Sanski Most)
Lužani falu Bosznia-Hercegovinában, a Bosznia-hercegovinai Föderáció Una-Szanai kantonjában, Sanski Most községben.

## Fekvése
Bosznia-Hercegovina északnyugati részén, Bihácstól légvonalban 67, közúton 91 km-re keletre, Sanski Most központjától légvonalban 6, közúton 7 km-re délkeletre fekvő dombos területen, a Drozgača és a Kijevska-patakok völgyében fekszik. 

## Népessége
| Nemzetiségi csoport | Népesség 1991 | Népesség 2013 |
| ------------------- | ------------- | ------------- |
| Szerb               | 162           | 2             |
| Bosnyák             | 0             | 11            |
| Horvát              | 10            | 0             |
| Jugoszláv           | 2             | 0             |
| Egyéb               | 0             | 0             |
| Összesen            | 174           | 13            |

## Története
Lužani 1878-ig az Oszmán Birodalomhoz tartozott, majd osztrák-magyar uralom alá került. Az első osztrák-magyar népszámláláskor 1879-ben 96 lakosából 24 muszlim, 53 ortodox és 18 katolikus volt. 1918-ban az Osztrák–Magyar Monarchia széthullásával Jugoszlávia része lett.
Az tengelyhatalmak Jugoszlávia megtámadását követően, 1941. április 10-én kihirdették a Független Horvát Állam (Nezavisna Država Hrvatska) létrejöttét és már májusban összecsapások kezdődtek a horvát usztasa csapatok, a német megszállók és a szerb felkelők között. Megtorlásul 1941. júliusában a hatóságok Sanski Mostban és a környező falvakban megkezdték a szerbek letartóztatását. Sokakat letartóztattak vagy elküldtek kényszermunkára, egyeseket pedig koncentrációs táborokba küldtek. Közülük néhánynak korlátozták a mozgásszabadságát. A felkelés miatt július végén a Sanski Most környéki szerbeknek tilos volt a mozgás és a látogatás, majd egyik napról a másikra elkezdték tömegesen letartóztatni és elvinni a szerb férfiakat. A tanúvallomások és feljegyzések szerint a legnagyobb számban azon közeli településeken öltek meg szerbeket és zsidókat, ahol nagy volt a koncentráció, és ahol muszlimok és horvát szomszédok vették körül őket. Az usztasák augusztus 2-án érkeztek Lužani faluba, összeszedték az összes 18 év feletti férfit, és elvitték őket Čaplje faluba. Itt bezárták őket egy raktárba, ahol az éjszakát töltötték. Másnap délután négyes csoportokba kötötték össze őket és elvitték Žegarba. Lelőtték és a Čapljéba vezető út kanyarulata melletti tavakba dobták őket. Lužani falu 60 háztartást veszített el, és csak 20 családnak sikerült csatlakoznia a felszabadító mozgalomhoz. A žegari gyilkosságokon kívül a falu szerb lakóinak egy részét Šušnjarban végezték ki.
A lužani muszlim gyülekezetet, amelynek mecsetét 1948-ban bontották le, az 1950-es években csatolták a čapljei gyülekezethez.
A Sana '95 hadművelet során a Bosznia-Hercegovinai Köztársaság Hadserege (ARBiH) ötödik és hetedik hadtestének egyesített erői Atif Dudaković és Mehmed Alagić tábornok parancsnoksága alatt 1995. október 10-én nyugatról és délről támadtak, elfoglalták Sanski Mostot, majd folytatták előrenyomulásukat északra, Prijedor felé. Közvetlenül a város elfoglalása előtt szerb források szerint mintegy 27 000 szerb menekült el a hadsereggel együtt és hagyta el a várost. Lužani szerb lakossága is ekkor menekült el, és a háború után sem tért vissza.